# وسط بين عنقودي
في علم الفلك، الوسط بين العنقودي (بالإنجليزية: Intracluster medium)‏ هو البلازما فائقة السخونة التي تتخلل عنقودًا مجريًا. يتكون الغاز بشكل أساسي من هيدروجين وهيليوم مؤينين، يشكلان معظم المواد الباريونية في العناقيد المجرية. يجري تسخين الوسط بين العنقودي إلى درجات حرارة من مرتبة 10 إلى 100 ميغا كلفن، ما يطلق أشعة إكس قوية.

## التركيب
يتكون الوسط بين العنقودي بشكل أساسي من الباريونات العادية، وبشكل رئيسي من الهيليوم والهيدروجين المؤيَّنين. يجري تقوية هذه البلازما عن طريق العناصر الأثقل، بما في ذلك الحديد. يتراوح متوسط كمية العناصر الأثقل بالنسبة للهيدروجين، المعروف باسم المعدنية في علم الفلك، بين ثلث ونصف القيمة في الشمس. أظهرت دراسة التركيب الكيميائي للأوساط بين العنقودية -بدلالة أنصاف أقطارها- أنّ أنوية العناقيد المجرية ذات نصف القطر الأصغر غنية بالمعادن أكثر من تلك التي تتمتع بنصف قطر أكبر. يمكن أن ترتفع معدنية الغاز في بعض العناقيد (مثل عنقود قنطورس المجري) متجاوزةً المعدنية في الشمس. وبسبب المجال الثقالي للعناقيد، يبقى الغاز المُدعَّم بالمعادن المقذوفة من المستعرات العظمى مرتبطًا ثقاليًا بالعنقود بمثابة جزء من الوسط بين العنقودي. يمكن أن يوفر الوسط بين العنقودي سجلًا تاريخيًا لإنتاج العناصر في المجرة وذلك بالنظر إلى الاختلافات في الانزياح نحو الأحمر التي تتوافق مع العصور المختلفة لتطور الكون.
يتوضع ما يقارب 10% من كتلة العنقود المجري في الوسط بين العنقودي. قد تساهم النجوم والمجرات بنسبة 1% فقط من الكتلة الكلية. من المفترض أنّ أغلب الكتلة في العنقود المجري تتكون من المادة المظلمة لت من المادة الباريونية. بالنسبة لعنقود العذراء المجري، يتضمن الوسط بين العنقودي ما يقارب 3x 1014 من كتلة الشمس، بينما تُقدر الكتلة الكلية للعنقود بـ 1.2x 1015 من كتلة الشمس.
على الرغم من أنّ الوسط بين العنقودي ككل يحتوي على معظم باريونات العنقود، فإنه ليس كثيفًا جدًا، إذ تبلغ قيم الجسيمات النموذجية 10−3 جسيم في كل سنتيمتر مكعب. يبلغ المسار الحر الوسطي للجسيمات بشكل تقريبي 1016 متر، أو نحو سنة ضوئية واحدة. ترتفع كثافة الوسط بين العنقودي باتجاه مركز العنقود، وتكون ذروتها ذات كثافة شديدة نسبيًا. بالإضافة إلى ذلك، تنخفض درجة حرارة الوسط بين العنقودي عادةً إلى نصف قيمة درجة الحرارة أو ثلثها خارج المناطق المركزية. بمجرد أن تصل كثافة البلازما إلى قيمة حرجة، تضمن التفاعلات الكافية بين الأيونات التبريد عن طريق الأشعة السينية.

## رصد الوسط بين العنقودي
بما أنّ درجات حرارة الوسط بين العنقودي عالية، فإنه يطلق أشعة إكس بشكل أساسي عن طريق عملية أشعة الانكباح، وخطوط انبعاث أشعة إكس من العناصر الثقيلة. يُمكن رصد أشعة إكس هذه الأشعة باستخدام تلسكوب أشعة إكس، ويمكن عن طريق تحليل هذه البيانات تحديد الحالات الفيزيائية للبلازما بما في ذلك درجة الحرارة، والكثافة، والمعدنية.
تسمح قياسات مخططات الكثافة ودرجة الحرارة في العناقيد المجرية بتحديد مخطط توزع الكتلة في الوسط بين العنقودي من خلال نمذجة التوازن الهيدروستاتيكي. تكشف توزيعات الكتلة التي حُددت من خلال هذه الطرق الكتل التي تتجاوز بكثير الكتلة المضيئة المنظورة، ولذلك فهي مؤشر قوي للمادة المظلمة في العناقيد المجرية.
تتسبب ظاهرة كومبتون العكسية للفوتونات منخفضة الطاقة الناتجة عن التفاعلات مع الإلكترونات النسبية في الوسط بين العنقودي في حدوث التشوهات في طيف إشعاع الخلفية الكونية الميكروي، المعروف بتأثير سونيايف زيلدوفيتش. يمكن أن تُستخدم هذه التشوهات في درجة حرارة الوسط بين العنقودي من قِبل التلسكوبات في تحديد العناقيد المجرية الكثيفة ذات الانزياحات العالية نحو الأحمر، مثل تلسكوب القطب الجنوبي.